# Parastagonospora
Parastagonospora is een geslacht van schimmels behorend tot de familie Phaeosphaeriaceae. De typesoort is Parastagonospora nodorum.

## Soorten
Volgens Index Fungorum telt het geslacht 27 soorten (peildatum maart 2023):
| Soortnaam                        | Auteur(s)                                                        | Publicatiejaar |
| -------------------------------- | ---------------------------------------------------------------- | -------------- |
| Parastagonospora allouniseptata  | W.J. Li, Camporesi, Bhat & K.D. Hyde                             | 2015           |
| Parastagonospora arcana          | B.A. McDonald, P.C. Brunner, Croll, D. Pereira & Crous           | 2021           |
| Parastagonospora avenae          | (A.B. Frank) Quaedvl., Verkley & Crous                           | 2013           |
| Parastagonospora bromicola       | B.A. McDonald, P.C. Brunner, Croll, D. Pereira & Crous           | 2021           |
| Parastagonospora campignensis    | Tibpromma, Camporesi & K.D. Hyde                                 | 2016           |
| Parastagonospora caricis         | Quaedvl., Verkley & Crous                                        | 2013           |
| Parastagonospora dactylidicola   | Brahmanage, Camporesi & K.D. Hyde                                | 2020           |
| Parastagonospora dactylidigena   | B.A. McDonald, P.C. Brunner, Croll, D. Pereira & Crous           | 2021           |
| Parastagonospora dactylidis      | W.J. Li, Camporesi, Bhat & K.D. Hyde                             | 2015           |
| Parastagonospora elymi           | Goonas., Bulgakov & McKenzie                                     | 2019           |
| Parastagonospora forlicesenica   | Ya Ya Chen, Camporesi & K.D. Hyde                                | 2017           |
| Parastagonospora fusiformis      | Thambug., Camporesi & K.D. Hyde                                  | 2017           |
| Parastagonospora golestanensis   | B.A. McDonald, P.C. Brunner, Croll, D. Pereira & Crous           | 2021           |
| Parastagonospora italica         | W.J. Li, Camporesi, Bhat & K.D. Hyde                             | 2015           |
| Parastagonospora jasniorum       | B.A. McDonald, P.C. Brunner, Croll, D. Pereira & Crous           | 2021           |
| Parastagonospora macrouniseptata | Goonas., Camporesi & McKenzie                                    | 2019           |
| Parastagonospora minima          | W.J. Li, Camporesi, Bhat & K.D. Hyde                             | 2015           |
| Parastagonospora nodorum         | (Berk.) Quaedvl., Verkley & Crous                                | 2013           |
| Parastagonospora novozelandica   | Crous, Thangavel & Y. Marín                                      | 2019           |
| Parastagonospora phragmitis      | Crous & Y. Marín                                                 | 2019           |
| Parastagonospora poaceicola      | Thambug., Camporesi & K.D. Hyde                                  | 2017           |
| Parastagonospora poae            | Quaedvl., Verkley & Crous                                        | 2013           |
| Parastagonospora poagena         | Crous & Quaedvl.                                                 | 2014           |
| Parastagonospora pseudonodorum   | B.A. McDonald, P.C. Brunner, Croll, D. Pereira & Crous           | 2021           |
| Parastagonospora stipae          | B.A. McDonald, P.C. Brunner, Croll, D. Pereira, Mordecai & Crous | 2021           |
| Parastagonospora uniseptata      | W.J. Li, Camporesi, Bhat & K.D. Hyde                             | 2015           |
| Parastagonospora zildae          | B.A. McDonald, P.C. Brunner, Croll, D. Pereira, Mordecai & Crous | 2021           |